# Alfredo Gouveia
Alfredo Gouveia (* 29. März 1954) ist ein ehemaliger portugiesischer Radrennfahrer.

## Sportliche Laufbahn
1976 gewann er in der Portugal-Rundfahrt eine Etappe, 1978 holte er zwei Tageserfolge in dem Etappenrennen, 1980 eine Etappe. Der vierte Gesamtrang 1982 war beim Sieg von Marco Chagas sein bestes Resultat in dem Etappenrennen.
Die Internationale Friedensfahrt bestritt er zweimal. 1979 und 1980 schied er jeweils aus. 1981 siegte er im Etappenrennen Grande Prémio Jornal de Notícias mit einem Etappensieg. 1979 hatte er dort bereits eine Etappe gewonnen. 1980 war er im Eintagesrennen Circuito Ciclista da Arei erfolgreich.